# Larvik HK
Larvik Håndballklubb (Larvik HK) är en damhandbollsklubb från Larvik i Norge, bildad den 31 maj 1990. Hemmaarena är Arena Larvik.
Larvik HK grundades 1990 som en sammanslagning av de två klubbarna Larvik Turn och Halsen IF. Klubben har spelat i högsta serien sedan  1992-1993. Nästa säsong fick klubben ett genombrott, då man vann serietiteln 1994,och spelade i cupfinalen samma år.
Från sent 1990-tal var Larvik HK Norges bästa damhandbollsklubb under en period av cirka 20 år. Klubben vann ligan 19 gånger och cupen 17 gånger mellan 1994 och 2017. De förlorade en ligamatch på hemmaplan den 14 mars 1999 och sen dröjde det 18 år innan de förlorade mot Vipers Kristiansand den 29 mars 2017. Den 14 maj 2011 vann klubben EHF Women's  Champions League för första och hittills enda gången. Man har spelat två finaler till 2013 och 2015 men dessa förlorades.
Den 14 maj  2019 exakt åtta år efter vinsten i Champions League blev klubben nedflyttad till division 1 på grund av att klubben förlorade sin elitlicens av finansiella skäl. 2020 lyckades man åter ta sig till högsta ligan i Norge.

## Spelare i urval
- Tine Rustad Albertsen (2003–2015)
- Isabel Blanco (2011–2015)
- Karoline Dyhre Breivang (2005–2017)
- Kristine Breistøl (2012–2018)
- Sara Breistøl (2000–2013)
- Kristine Duvholt (1997–2006)
- Anja Edin (2012–2017)
- Marit Malm Frafjord (2014–2017)
- Gro Hammerseng (2010–2017)
- Monica Vik Hansen
- Vigdis Hårsaker
- Alma Hasanic (2013–2017)
- Elisabeth Hilmo
- Kari Mette Johansen (1998–2014)
- Amanda Kurtović (2011–2012 2015–2017)
- Tonje Larsen (1993–1998, 1999–2015)
- Cecilie Leganger (2010–2014)
- Heidi Løke (2000–2002, 2008–2011)
- Cathrine Roll-Matthiesen
- Kristine Moldestad
- Mari Molid (2014–2016)
- Nora Mørk (2009–2016)
- / Katja Nyberg (1998–2005, 2010–2012)
- / Lina Olsson Rosenberg (1991–2004)
- Lene Rantala (1997–2014)
- Linn-Kristin Riegelhuth Koren (2002–2009, 2010–)
- Birgitte Sættem (1998–2006)
- Mimi Kopperud Slevigen
- Sanna Solberg (2014–2017)
- Tine Stange (2003–)
- Linn Jørum Sulland (2009–2015)
- Annette Tveter
- Raphaëlle Tervel (2009–2010)
- Sandra Toft (2014–2017)
- Cassandra Tollbring (2017–2019)
- Elinore Johansson (2019–2021)
- Alina Wojtas (2014–2017)

## Huvudtränare
- Peter Berthelsen (1990–1992)
- Marit Breivik (1992–1994)
- Gunnar Pettersen (1994–1996)
- Kristjan Halldórsson (1996–1998)
- Ole Gustav Gjekstad (1998–2005)
- Karl-Erik Bøhn (2005–2011)
- Tor Odvar Moen (2011–2011)
- Ole Gustav Gjekstad (2011–2015)
- Tor Odvar Moen (2015–2018)
- Geir Oustorp (2018–2019)
- Lene Rantala (2019)
- Lars Wallin Andresen (2019–2020)
- Are Ruud (2020–2021)
- Eirik Haugdal (2021–2023)
- Arne Senstad (2023–)